# Kemuning (Kresek)
Kemuning is een bestuurslaag in het regentschap Tangerang van de provincie Banten, Indonesië. Kemuning telt 9392 inwoners (volkstelling 2010).